# Solothurn (kanton)
| Kanton Solothurn          |                    |
| \| Grb kantona \|         |                    |
| Položaj u Švicarskoj      |                    |
|                           |                    |
| Podaci                    |                    |
| Glavni grad               | Solothurn          |
| Pristupanje konfederaciji | 1481.              |
| Skraćenica                | SO                 |
| Stanovništvo              | 256'888 stan.      |
| Popis                     | 31. prosinca 2010. |
| Površina                  | 791 km²            |
| Gustoća                   | 325 stan./km²      |
| Br. općina                |                    |
| Jezici                    | njemački           |
| Zemljovid kantona         |                    |
|                           |                    |
| Grb kantona               |                    |

Solothurn je kanton na sjeverozapadu Švicarske, glavni grad kantona je grad Solothurn.

## Zemljopis
Kanton Solothurn sa 791 km² nalazi se na sjeverozapadu Švicarske.
Djeli se na deset kotara (njem. Bezirke):
- Bucheggberg (seoski, blizu kanton Berna)
- Dorneck (dio aglomeracije Basela)
- Gäu (jako puno špedicijski tvrdki)
- Gösgen (industrijski dio kantona, ganiči s kanton Aargauom)
- Lebern (grad Grenchen i okolica)
- Olten (grad Olten i okolica)
- Solothurn (sam grad Solothurn)
- Thal (rualnal pretežito katolička dolina Jure)
- Thierstein (takozvana Schwarzbubenland blizu Basela)
- Wasseramt (ruralni kotar)

## Jezik
službeni jezik je njemački.

## Gradovi i mjesta
- Olten, 17'172 stanovnika
- Solothurn, 16'163 stanovnika
- Grenchen, 16'054 stanovnika

### Općine u kantonu Solothurnu
Općine u kantonu Solothurnu

## Povijest
Na području kantona Solothurna je razkrižje germanskih plemana Burgunda i Alemana. Pripadao je rimskom carstvu ali je keltskog porijekla. 888. godine pada pod vlast Burgundije. 1295. sklopljen savez s Bernom.

## Religija
Rimokatolici čine većinu u kantonu s 43,5%. Drugi su protestanti s 31,2%.

## Gospodarstvo
Veće tvrtke u kantonu Solothurnu su:
- Švicarska pošta (Schweizerische Post)

## Galerija
- Sv. Ursen katedrala u Solothurnu
- Stara bolnica u Solothurnu
- Gradska viječnica u Oltenu
- Grenchen po zimi

## Vanjske poveznice
- Službena stranica kantona Solothurna